# Things Ain't What They Used to Be (And You Better Believe It)
Things Ain't What They Used to Be (And You Better Believe It) è il quarantesimo album della cantante jazz Ella Fitzgerald, pubblicato dalla Reprise Records nel 1970.
È il secondo e ultimo album della cantante pubblicato dalla Reprise Records, ed è prodotto dal suo storico produttore ai tempi della Verve Records, Norman Granz.

## Tracce
Lato A
1. Sunny (Bobby Hebb) – 5:18
2. Mas Que Nada (Jorge Ben Jor) – 3:49
3. A Man and a Woman (Un Homme et une Femme) (Pierre Barouh, Francis Lai, Jerry Keller) – 3:17
4. Days of Wine and Roses (Henry Mancini, Johnny Mercer) – 2:22
5. Black Coffee (Sonny Burke, Paul Francis Webster) – 4:28
6. Tuxedo Junction (Julian Dash, Buddy Feyne, Erskine Hawkins, Bill Johnson) – 3:17

Lato B
1. I Heard it Through the Grapevine (Barrett Strong, Norman Whitfield) – 3:44
2. Don't Dream of Anybody But Me (Neal Hefti, Bart Howard) – 4:06
3. Things Ain't What They Used to Be (Mercer Ellington, Ted Persons) – 3:11
4. Willow Weep for Me (Ann Ronell) – 4:40
5. Manteca (Dizzy Gillespie, Gil Fuller, Chano Pozo) – 2:30
6. Just When We're Falling in Love (Illinois Jacquet, Bob Russell, Sir Charles Thompson) – 2:29